# Grande Prêmio do Barém
O Grande Prêmio do Barém (em árabe: جائزة البحرين الكبرى, atualmente conhecido oficialmente como Gulf Air Bahrain Grand Prix) é um evento de Fórmula 1 que começou a ser disputado a partir de 2004 no Circuito Internacional do Barém, que começou a ser construído em 2002.

## História
Em 2010, por causa do aumento de carros no grid da Fórmula 1, o Grande Prêmio passou a utilizar um novo traçado para a corrida, com 887 metros a mais. Após reclamações dos pilotos, o traçado voltaria ao seu trajeto original na temporada seguinte.
Em 21 de fevereiro de 2011, o Grande Prêmio do Barém, agendado para ocorrer no dia 13 de março, foi cancelado devido as protestos contra o governo que ocorriam no país. Em 2012 uma nova onde de protestos tomou conta do país. Zayed Al Zayani, chefe-executivo do Circuito Internacional do Barém, reiterou a segurança do país para receber a corrida.
Em 2014, o Grande Prêmio do Barém foi disputado a noite, em comemoração aos 10 anos da corrida no país, sendo a prova disputada no período noturno desse ano em diante.

## Características
Uma característica do circuito são as grandes áreas de escape, que já foram criticadas por não punir os pilotos que saem da pista, embora isto tenha feito do Grande Prêmio do Barém uma das pistas mais seguras do mundo e tende a impedir a entrada de areia na pista.[carece de fontes?]
Os pilotos não estouram o tradicional champanhe no pódio, embora as bebidas alcoólicas sejam legais no Barém, em contraste com a vizinha Arábia Saudita e o Catar. Em vez disso, eles usam uma bebida não alcoólica feita com água de rosas conhecida como Waard.[carece de fontes?]

## Vencedores do Grande Prêmio do Barém

### Vencedores por ano
| Ano     | Piloto                                       | Construtor                                   | Local  | Detalhes |
| ------- | -------------------------------------------- | -------------------------------------------- | ------ | -------- |
| 2004    | Michael Schumacher                           | Ferrari                                      | Sakhir | Detalhes |
| 2005    | Fernando Alonso                              | Renault                                      | Sakhir | Detalhes |
| 2006    | Fernando Alonso                              | Renault                                      | Sakhir | Detalhes |
| 2007    | Felipe Massa                                 | Ferrari                                      | Sakhir | Detalhes |
| 2008    | Felipe Massa                                 | Ferrari                                      | Sakhir | Detalhes |
| 2009    | Jenson Button                                | Brawn-Mercedes                               | Sakhir | Detalhes |
| 2010    | Fernando Alonso                              | Ferrari                                      | Sakhir | Detalhes |
| 2011    | Cancelado por instabilidade política no país | Cancelado por instabilidade política no país | Sakhir | Detalhes |
| 2012    | Sebastian Vettel                             | Red Bull Racing-Renault                      | Sakhir | Detalhes |
| 2013    | Sebastian Vettel                             | Red Bull Racing-Renault                      | Sakhir | Detalhes |
| 2014    | Lewis Hamilton                               | Mercedes                                     | Sakhir | Detalhes |
| 2015    | Lewis Hamilton                               | Mercedes                                     | Sakhir | Detalhes |
| 2016    | Nico Rosberg                                 | Mercedes                                     | Sakhir | Detalhes |
| 2017    | Sebastian Vettel                             | Ferrari                                      | Sakhir | Detalhes |
| 2018    | Sebastian Vettel                             | Ferrari                                      | Sakhir | Detalhes |
| 2019    | Lewis Hamilton                               | Mercedes                                     | Sakhir | Detalhes |
| 2020    | Lewis Hamilton                               | Mercedes                                     | Sakhir | Detalhes |
| 2021    | Lewis Hamilton                               | Mercedes                                     | Sakhir | Detalhes |
| 2022    | Charles Leclerc                              | Ferrari                                      | Sakhir | Detalhes |
| 2023    | Max Verstappen                               | Red Bull Racing-Honda RBPT                   | Sakhir | Detalhes |
| 2024    | Max Verstappen                               | Red Bull Racing-Honda RBPT                   | Sakhir | Detalhes |
| 2025    | Oscar Piastri                                | McLaren-Mercedes                             | Sakhir | Detalhes |
| Fontes: |                                              |                                              |        |          |

### Vitórias por piloto
| Total   | Piloto             | Vitórias                     |
| ------- | ------------------ | ---------------------------- |
| 5       | Lewis Hamilton     | 2014, 2015, 2019, 2020, 2021 |
| 4       | Sebastian Vettel   | 2012, 2013, 2017, 2018       |
| 3       | Fernando Alonso    | 2005, 2006, 2010             |
| 2       | Felipe Massa       | 2007, 2008                   |
| 2       | Max Verstappen     | 2023, 2024                   |
| 1       | Michael Schumacher | 2004                         |
| 1       | Jenson Button      | 2009                         |
| 1       | Nico Rosberg       | 2016                         |
| 1       | Charles Leclerc    | 2022                         |
| 1       | Oscar Piastri      | 2025                         |
| Fontes: |                    |                              |

### Vitórias por equipe
| Total   | Equipe          | Vitórias                                 |
| ------- | --------------- | ---------------------------------------- |
| 7       | Ferrari         | 2004, 2007, 2008, 2010, 2017, 2018, 2022 |
| 6       | Mercedes        | 2014, 2015, 2016, 2019, 2020, 2021       |
| 4       | Red Bull Racing | 2012, 2013, 2023, 2024                   |
| 2       | Renault         | 2005, 2006                               |
| 1       | Brawn           | 2009                                     |
| 1       | McLaren         | 2025                                     |
| Fontes: |                 |                                          |

### Vitórias por país
| Total   | País          | Vitórias                           |
| ------- | ------------- | ---------------------------------- |
| 6       | Alemanha      | 2004, 2012, 2013, 2016, 2017, 2018 |
| 6       | Reino Unido   | 2009, 2014, 2015, 2019, 2020, 2021 |
| 3       | Espanha       | 2005, 2006, 2010                   |
| 2       | Brasil        | 2007, 2008                         |
| 2       | Países Baixos | 2023, 2024                         |
| 1       | Mónaco        | 2022                               |
| 1       | Austrália     | 2025                               |
| Fontes: |               |                                    |

### Recordes de pista
|                       |                    |              |          |          |      |
| Interlagos            | País/Piloto        | Chassi/Motor | Tempo    | Extensão | Ano  |
| Pole position         | Charles Leclerc    | Ferrari      | 1:27.866 | 5.412 km | 2019 |
| Melhor volta na prova | Michael Schumacher | Ferrari      | 1:30.252 | 5.417 km | 2004 |